# Kris Letang
Kristopher Allen Letang, född 24 april 1987 i Montréal, Québec, är en kanadensisk professionell ishockeyspelare som spelar som back för Pittsburgh Penguins i NHL.
Letang valdes som 62:a spelare totalt i NHL-draften 2005 av Pittsburgh Penguins.
Säsongen 2008–09,2015-2016 och 2016-2017 vann han Stanley Cup med Penguins.

## Statistik

### Klubbkarriär
| 2004–05    | Val-d'Or Foreurs               | QMJHL      |  | 70  | 13 | 19  | 32  | 117 | —   | —  | —  | —  | —   |
| 2005–06    | Val-d'Or Foreurs               | QMJHL      |  | 60  | 25 | 43  | 68  | 156 | 5   | 1  | 5  | 6  | 20  |
| 2006–07    | Pittsburgh Penguins            | NHL        |  | 7   | 2  | 0   | 2   | 4   | —   | —  | —  | —  | —   |
| 2006–07    | Val-d'Or Foreurs               | QMJHL      |  | 31  | 13 | 35  | 48  | 56  | 19  | 12 | 19 | 31 | 48  |
| 2006–07    | Wilkes-Barre/Scranton Penguins | AHL        |  | —   | —  | —   | —   | —   | 1   | 0  | 1  | 1  | 2   |
| 2007–08    | Wilkes-Barre Scranton Penguins | AHL        |  | 10  | 1  | 6   | 7   | 4   | —   | —  | —  | —  | —   |
| 2007–08    | Pittsburgh Penguins            | NHL        |  | 63  | 6  | 11  | 17  | 23  | 16  | 0  | 2  | 2  | 12  |
| 2008–09    | Pittsburgh Penguins            | NHL        |  | 74  | 10 | 23  | 33  | 24  | 23  | 4  | 9  | 13 | 26  |
| 2009-10    | Pittsburgh Penguins            | NHL        |  | 73  | 3  | 24  | 27  | 51  | 13  | 5  | 2  | 7  | 6   |
| 2010-11    | Pittsburgh Penguins            | NHL        |  | 82  | 8  | 42  | 50  | 101 | 7   | 0  | 4  | 4  | 10  |
| 2011-12    | Pittsburgh Penguins            | NHL        |  | 51  | 10 | 32  | 42  | 34  | 6   | 1  | 4  | 5  | 21  |
| 2012-13    | Pittsburgh Penguins            | NHL        |  | 35  | 5  | 33  | 38  | 8   | 15  | 3  | 13 | 16 | 8   |
| 2013-14    | Pittsburgh Penguins            | NHL        |  | 37  | 11 | 11  | 22  | 16  | 13  | 2  | 4  | 6  | 14  |
| 2014-15    | Pittsburgh Penguins            | NHL        |  | 69  | 11 | 43  | 54  | 79  | —   | —  | —  | —  | —   |
| 2015-16    | Pittsburgh Penguins            | NHL        |  | 71  | 16 | 51  | 67  | 66  | 23  | 3  | 12 | 15 | 22  |
| NHL totalt | NHL totalt                     | NHL totalt |  | 562 | 82 | 270 | 171 | 352 | 116 | 18 | 50 | 68 | 119 |